# Neumarkt, Dresden
För andra betydelser, se Neumarkt.

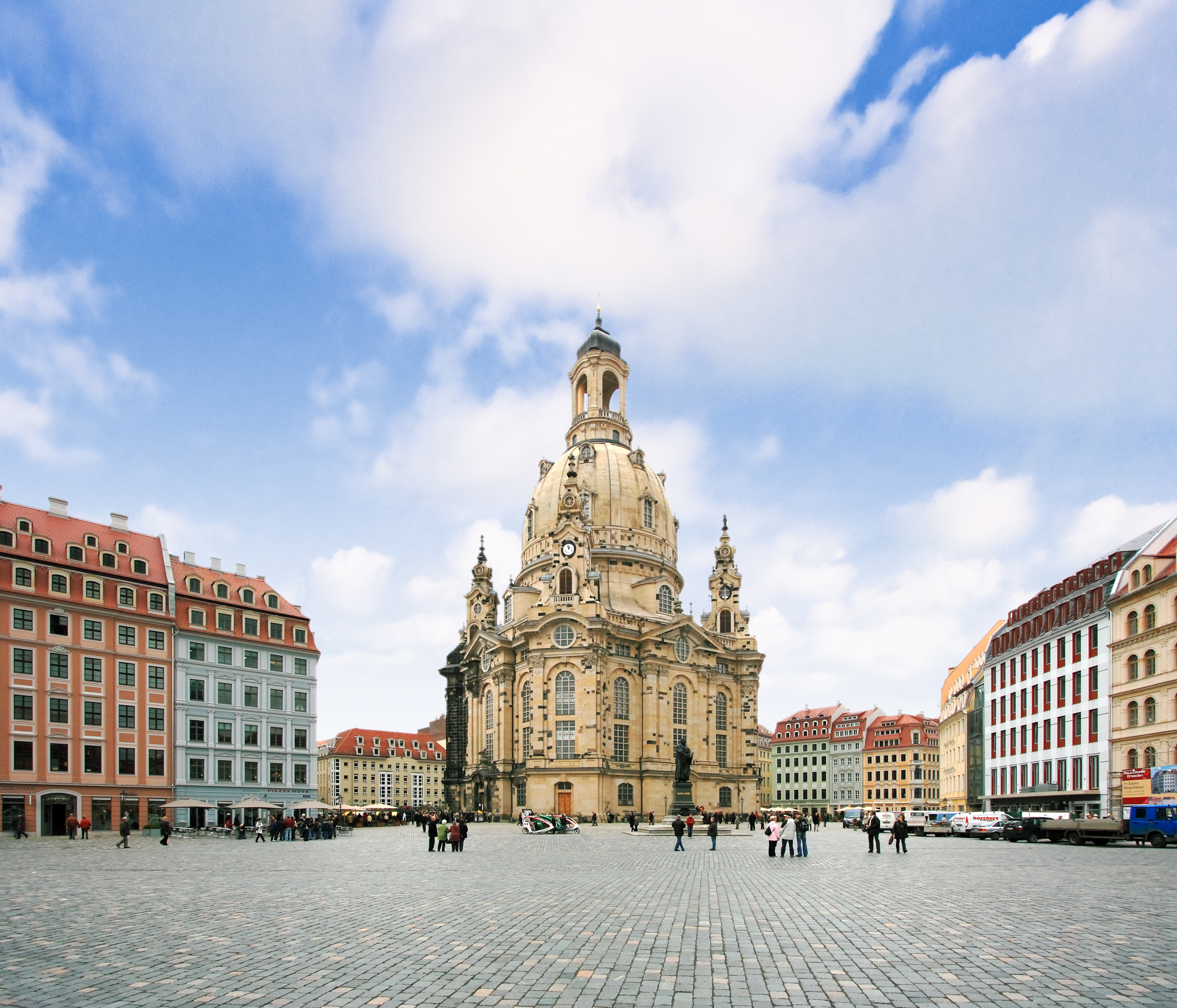
Dresdens Neumarkt under våren 2008

Neumarkt, Dresden är Dresdens centrala och mest kulturellt viktiga område. Den historiska bebyggelsen förstördes nästan helt och hållet under bombningen av Dresden 1945. Efter att Dresden kom under sovjetisk ockupation, vilket senare kom att bli Östtyskland, återbyggdes Neumarkt i socialistisk realism med endast ett fåtal historiska byggnader. Dock lämnades stora områden oanvända. Efter östblockets fall och Tysklands återförening beslutades det att området skulle återuppbyggas så som det såg ut innan andra världskriget.

## Geografi

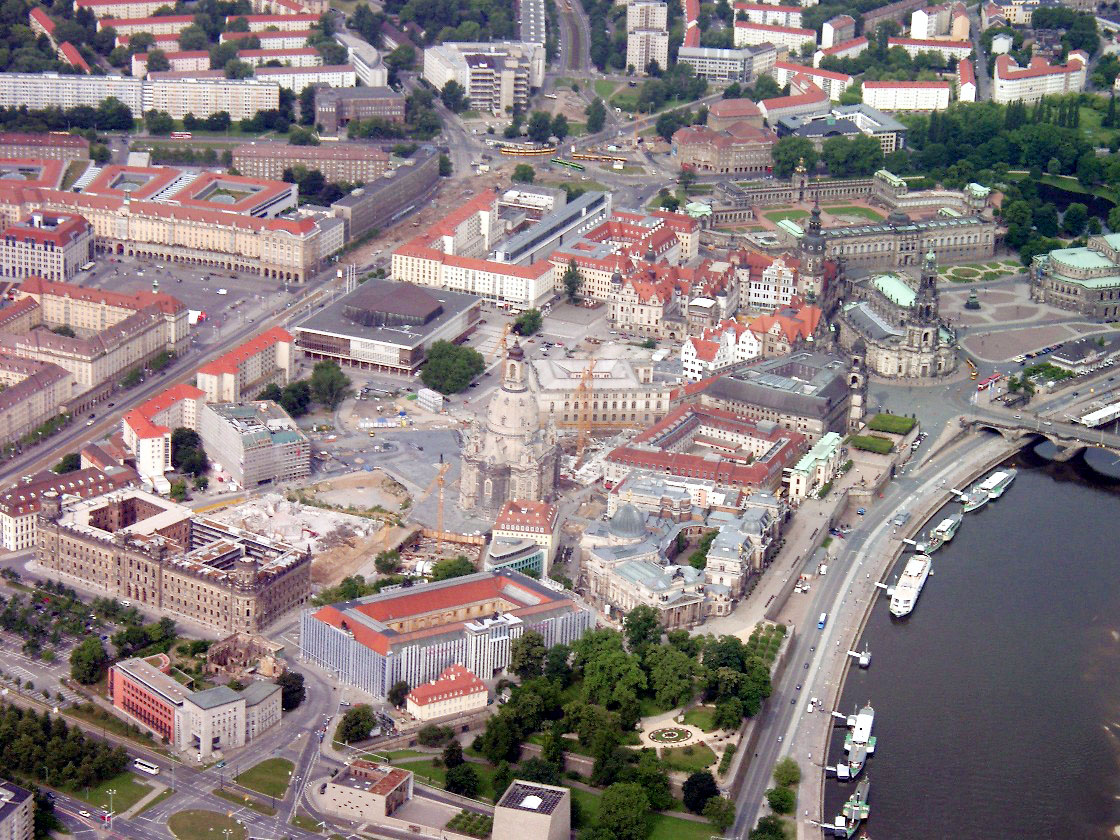
Bild från luften över Neumarkt och byggstarten av flera kvarter 2005.

### Belägenhet

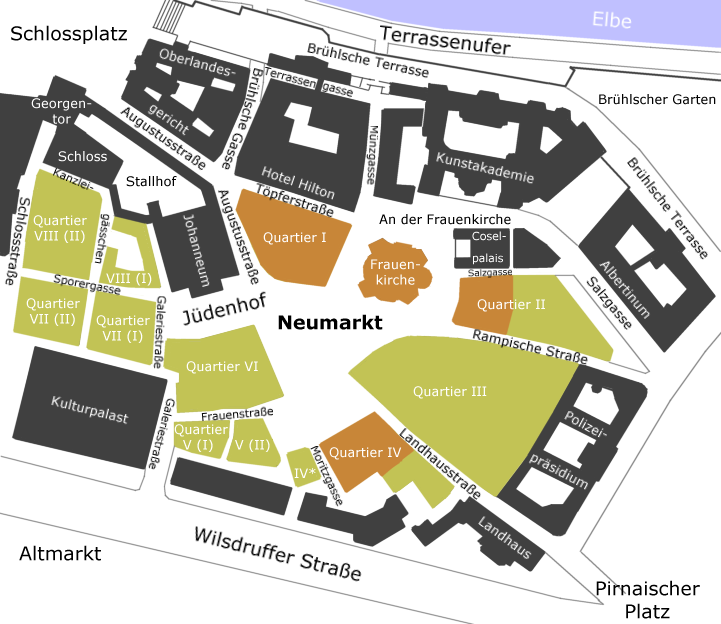
De olika kvarteren i Dresdens Neumarkt.

Neumarkt är centralt beläget i stadsdelen Innere Altstadt mellan Kurländer Palais och Taschenbergpalais. Torget ligger omgivet av Brühlsche Terrasse i nord och Wilsdruffer Straße i syd. Innan Bombningen av Dresden 1945 betraktades torget som en unik och sammanhållande barockbebyggelse av globalt anseende. Av alla byggnader som låg på och intill Neumarkt återstod endast Johanneum och som en ruin Frauenkirche. Alla andra byggnader revs och ruinerna avlägsnades helt efter 1945.

### Översikt
Neumarkt består av tre delområden: i väst det lilla torget Jüdenhof, det centralt belägna Neumarkt och områdena omkring Frauenkirche. Enligt stadsbyggnadsplanerna ska Neumarkt återigen bli ett av de mest trafikerade torgen i centrala Dresden. Bebyggelsen på torget är uppdelad i åtta kvarter. Flera gator och gränder börjar vid Neumarkt, vilka först åter blev synliga efter att de förstörda kvarteren återuppbyggdes. Viktiga gator är Landhausstrasse som förbinder torget med Pirnaischer Platz och Rampische Strasse, som går i riktning mot Tzschirnerplatz och Rathenauplatz. Galeriestrasse möter vid Kulturpalast Wilsdruffer Strasse och Altmarkt. Augustusstraße med Fürstenzug går mot Schloßplatz och Augustusbrücke. Av de övriga gatorna bör Munzgasse, uppkallad efter det lokala myntverket, nämnas, som går norrut mot Terrassenufer och Salzgasse som går parallellt med Rampische Straße. Andra gator som Kanzleigäßchen (vid Kanzleihaus) eller Sporergasse har bara funnits några år.

### Trafik
Neumarkt är en fotgängarzon, och fram till återuppbyggandet av torget användes platsen som parkeringsyta. Under Neumarkt har man idag byggt ett underjordiskt garage. Motorfordonstrafik är endast tillåtet för att kunna ta sig till detta garage.
Fram till 1948 fanns det fortfarande en spårvagnslinje från Moritzstraße till Augustusstraße via Neumarkt, som stängdes och demonterades samma år efter ett beslut. De angränsande Pirnaischer Platz och Postplatz har blivit de viktigaste knutpunkterna för spårvagnsnätet som ett resultat av återuppbyggnaden. Såväl Altmarkt som Neumarkt förlorade sin position som kollektivtrafiknav under Gründerzeitperioden. Sedan 1950-talet har spårvagnsnätets huvudaxel gått längs Wilsdruffer Straße, som går söderut till Neumarkt. Den smala filstrukturen runt båda marknaderna utgjorde ett ökande problem för den växande trafiken, vilket ledde till att flera ringvägar utvecklades runt innerstaden (Marienstraße, Johannes- och Moritzallee).

## Historia
Tack vare sin position vid den översvämningsbenägna floden Elbe, var Neumarkt ett av de första områdena i Dresden som bosattes, med en liten by som växte upp omkring den gamla Frauenkirche. Dock låg området inte inom Dresdens stadsmurar förrän stadens expansion år 1530 och därefter hade staden två torg. Torget som låg omkring Kreuzkirche döptes till Altmark, tyska för den gamla marknaden, medan torget som omgav Frauenkirche döptes till Neumarkt, tyska för nya marknaden.
Under August den starkes regeringstid uppfördes ett stort antal byggnader i barockstil, däribland dagens Frauenkirche och flera byggnader som idag omger Neumarkt. Efter skador från artillerield under sjuårskriget återuppbyggdes flera byggnader i rokoko- samt senbarockstil.
Under 1800-talet och tidiga 1900-talet förblev Neumarkt i stort sett orört, med renoveringen av Johanneum 1873 och byggnationen av Dresdens konstakademi som stod färdig i slutet av 1800-talet som undantag.

### Bombningen av Dresden och kommunisttiden
Under bombningen av Dresden i februari 1945 förstördes området omkring Neumarkt nästan helt och hållet av den resulterande brandstormen. Grundstrukturen till Frauenkirche klarade bombningen och eldstormen, men den kollapsade några dagar senare. Under den östtyska återuppbyggnaden under 1950- och 1960-talet förblev Neumarkt en till stor del oanvänd yta med ruinerna efter Frauenkirche bevarade som ett minnesmärke över krigets fasor. Mellan de två torgen byggdes 1969 Kulturpalatset och senare även lägenhetsbyggnader.

## Rekonstruktion

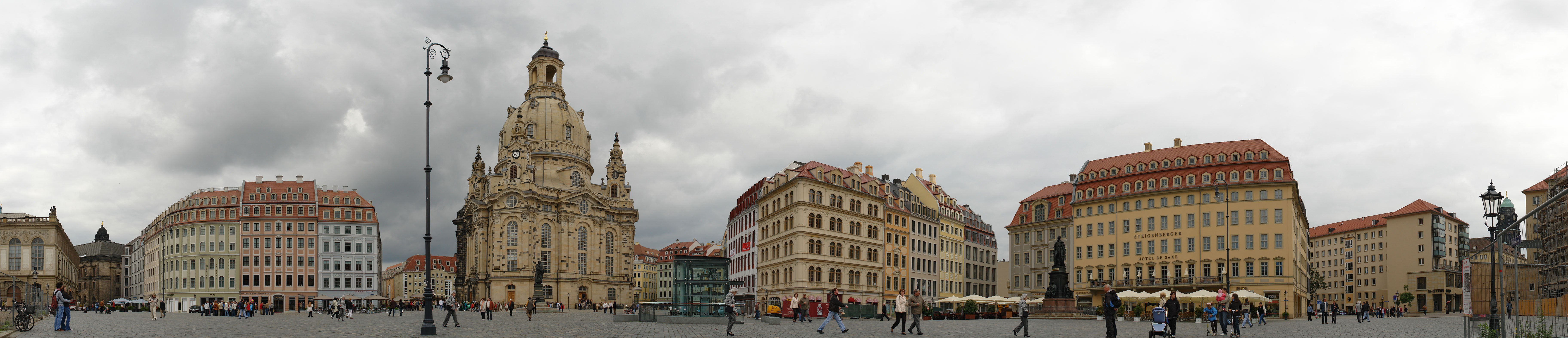
Panorama över rekonstruerade sektioner av Neumarkt i maj 2008

Slutförandet av återuppbyggnaden av Frauenkirche år 2005 markerade det första steget i att återuppbygga Neumarkt. Organisationer som Gesellschaft Historischer Neumarkt Dresden uppmuntrar aktivt en historiskt korrekt rekonstruktion av byggnaderna runt Neumarkt, vilket skulle ge ett utseende som torget hade före 1945.
Ytan runt torget har delats in i 8 kvarter, där var och ett byggs upp som ett separat projekt. Majoriteten av byggnaderna kommer antingen byggas upp i sin ursprungliga exteriör eller åtminstone med en fasad liknande till originalet.
Kvarter I och framsidan av Kvarter II, III, IV och V har sedan färdigställts medan kvarter VIII är under uppbyggnad.

### Kritik gällande återuppbyggnaden
Rekonstruktion av byggnaderna som omger Neumarkt har fått viss kritik, med arkitekter som Andreas Ruby som säger att rekonstruktionen av torget är oäkta. Han använder återuppbyggnaden av The Venetian Las Vegas i Las Vegas som liknelse.